# Deal (New Jersey)
Deal è un comune (borough) degli Stati Uniti d'America nella contea di Monmouth, New Jersey.
Deal vanta una popolazione significativa di ebrei ortodossi sefarditi, soprattutto di origine siriana. Nel censimento del 2000, il 16,4% dei residenti è stato identificato come di origine siriana, la percentuale più alta di siriani americani riscontrabile in tutto il paese. L'80% della popolazione di Deal è costituita da ebrei sefarditi, mentre durante l'estate la popolazione aumenta sino ad oltre 6.000 abitanti, molti dei quali ebrei siriani.

## Geografia fisica
Secondo lo United States Census Bureau, il comune ha una superficie totale di 3,415 km², di cui il 5,95% è costituito da acque interne.

## Storia
Un gruppo di immigrati dal Rhode Island si stabilì nella zona di Middletown e Shrewsbury a metà del 1660, dopo aver acquistato un appezzamento di terreno noto come Monmouth Patent. Thomas Whyte, un falegname inglese che proveniva dalla cittadina costiera di Deal, nel Kent, acquistò 500 acri (200 ettari) sulla costa di Shrewsbury, in un luogo che divenne noto come "Deal". L'attuale Norwood Avenue risale alla costruzione del Long Branch-Deal Turnpike nei primi anni del XVIII secolo.
Dal 7 marzo 1898 Deal è un comune a sé, con status di borough, a seguito di una legge dello Stato del New Jersey che lo separò dalla township di Ocean.

## Società

### Censimento 2000
Secondo il censimento dal 2000 a Deal c'erano 1.070 abitanti, 434 gruppi famigliari e 289 famiglie che risiedono nella città. La densità di popolazione era di 338,6/km². C'erano 953 unità abitative ad una densità media di 301,6/km².

### Censimento 2010
Secondo il censimento dal 2010, gli abitanti erano 750, 333 famiglie, e 182,2 famiglie che risiedono nella città. La densità di popolazione era di 233,5/km². C'erano 926 unità abitative ad una densità media di 288,3/km².
Nella città la popolazione era suddivisa in: 14.3% sotto l'età di 18, 11.9% 18-24, 17,6% 25-44, 27,6% 45-64, e il 28,7% che erano di 65 anni o più vecchi. L'età media era di 50,9 anni.